# Княжево (городской округ город Бор)
Кня́жево — деревня в городском округе город Бор (бывшем Борском районе) Нижегородской области России. Входит в состав Краснослободского сельсовета.

## География

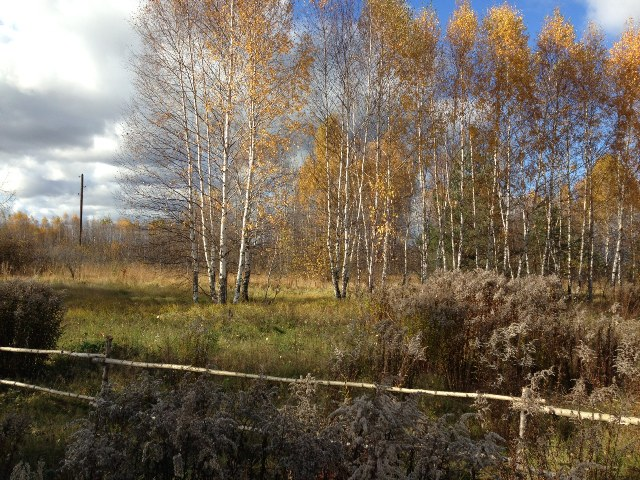
Окрестности деревни Княжево

Находится в 12 км от города Бор и 20 км от Нижнего Новгорода.

## История
Деревня Княжево образовалась в середине XVII века, на поместных землях князя Семёна Андреевича Урусова — представителя княжеского рода татарского происхождения, который за верную службу, царю Алексею Михайловичу получил их в Нижегородском, в том числе и заволжском крае. К середине XVIII века за деревней утвердилось название — «Княжёво» Это название, по преданию, происходит от слова «княжна», так как деревней владела «какая-то княжна».
После смерти Семёна Андреевича Урусова, в 1657 году его жена — княжна Феодосия Борисовна Лыкова унаследовала его земли, в том числе и деревню Княжёво. В 1692 году это была довольно большая по тем временам деревня с 20 дворами и 57 жителями мужского пола. Занималось население сельским хозяйством, сапоговаляльным, кузнечно-слесарным промыслами, кто имел лошадей — извозом. Часть жителей работала на сапоговаляльных фабриках Груздева в деревне Кобелёво, Анисимова и Дубинина.
В 1910 году в деревне Княжево имелось 52 двора.
Колхоз под названием «Победа» в деревне Княжево был организован в 1931 году, и в колхозе получали урожаи зерновых по 10—12 ц/га, картофеля по 150—160 ц/га и овощей 180—220 ц/га.
В 1939 году в деревне Княжево было 64 дома.
Когда началась Великая Отечественная война, 52 человека мужчин были мобилизованы, и вся тяжесть работ легла на плечи женщин, стариков и подростков. С фронта вернулось только 20 солдат.
В 1956 году деревню электрифицировали. С 1962 года деревня Княжево входит в состав Кольцовской бригады совхоза «Борский». В 1960-е годы население деревни особенно сократилось, так как многие, особенно молодые, уехали в города.